# Joseph Lanyer
Joseph Lanyer est un homme politique français né le 16 août 1794 à Saint-Étienne (Loire) et décédé le 19 septembre 1868 à Paris.
Maitre des requêtes au Conseil d’État, il est député de la Loire de 1837 à 1848, siégeant dans la majorité soutenant la Monarchie de Juillet. Il est conseiller d’État de 1839 à 1852.

## Sources
- « Joseph Lanyer », dans Adolphe Robert et Gaston Cougny, Dictionnaire des parlementaires français, Edgar Bourloton, 1889-1891 [détail de l’édition]